# 미니언즈
《미니언즈》(영어: Minions)는 2015년 공개된 미국의 애니메이션 영화이다. 2010년 영화 《슈퍼배드》와 2013년 영화 《슈퍼배드 2》의 스핀오프 작품이다. 미니언 세 명의 런던 모험을 다룬 작품이다.

## 한국판
- 스칼렛 오버킬 - 박신희
- 허브 오버킬 - 최한
- 월터 넬슨 - 엄상현
- 매지 넬슨 - 김나율
- 어린 그루 - 이장원
- 내레이터 - 차승원
- 엘리자베스 2세 - 이선주